# Las Tres Perfectas Solteras
"Las Tres Perfectas Solteras" (Português: As Três Perfeitas Solteiras) é uma novela cruceña , é obra literária do escritor Pedro Rivero Mercado. É una comedia romântica com costumes típicas do oriente boliviano, adaptado na era de "Santa Cruz de Antaño" (Santa Cruz do passado).

## Enredo
A história das solteiras tem lugar nos anos cinqüenta e em ela se reflexa o pensamento da sociedade de cruceña de aquele então, juntamente com humor e preconceitos próprios da era na que Santa Cruz despertou para se tornar a cidade mais importante do país. Tudo isto se reflexa nos versículos do Mercado Rivero e imagens através de Safipro. 
A novela narra às experiências e as aventuras em um tom jovial de comédia na Santa Cruz do passado, os acontecimentos jocosos e a permanente má sorte das solteiras com os seus pretendentes. Três irmãs: Dolores, a ingênua; a doce Encarnación; e a amorosa Margarita. A sociedade faz que elas procurem um bom marido e evitar ser na eterna solteira.